# La proposición (película de 2001)
La proposición (título original: The Proposal) es una película estadounidense de drama y suspenso de 2001, dirigida por Richard Gale, escrita por Maurice Hurley, musicalizada por Joseph Conlan, en la fotografía estuvo Curtis Petersen y los protagonistas son Jennifer Esposito, Nick Moran y Stephen Lang, entre otros. El filme fue realizado por Front Street Pictures y Front Street Productions; se estrenó el 17 de abril de 2001.

## Sinopsis
Un policía encubierto precisa la ayuda de una policía femenina para que haga como si fuese su mujer, y de esta manera aproximarse a un cruel líder criminal. La atracción del mafioso por ella los mete en un triángulo complicado.